# Сант'Агапито
Сант'Агапѝто (на италиански: Sant'Agapito) е село и община в Централна Италия, провинция Изерния, регион Молизе. Разположено е на 565 m надморска височина. Населението на общината е 1397 души (към 2010 г.).